# Aelia acuminata

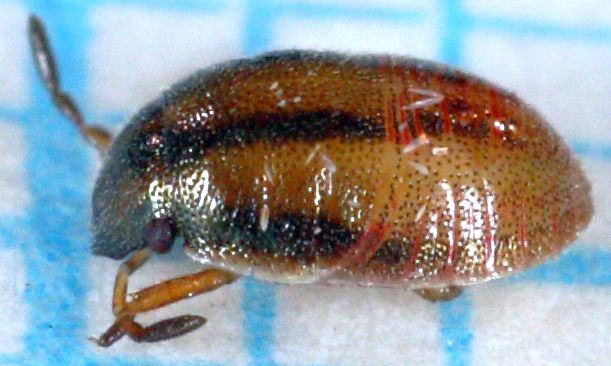
Ninfa, primera etapa

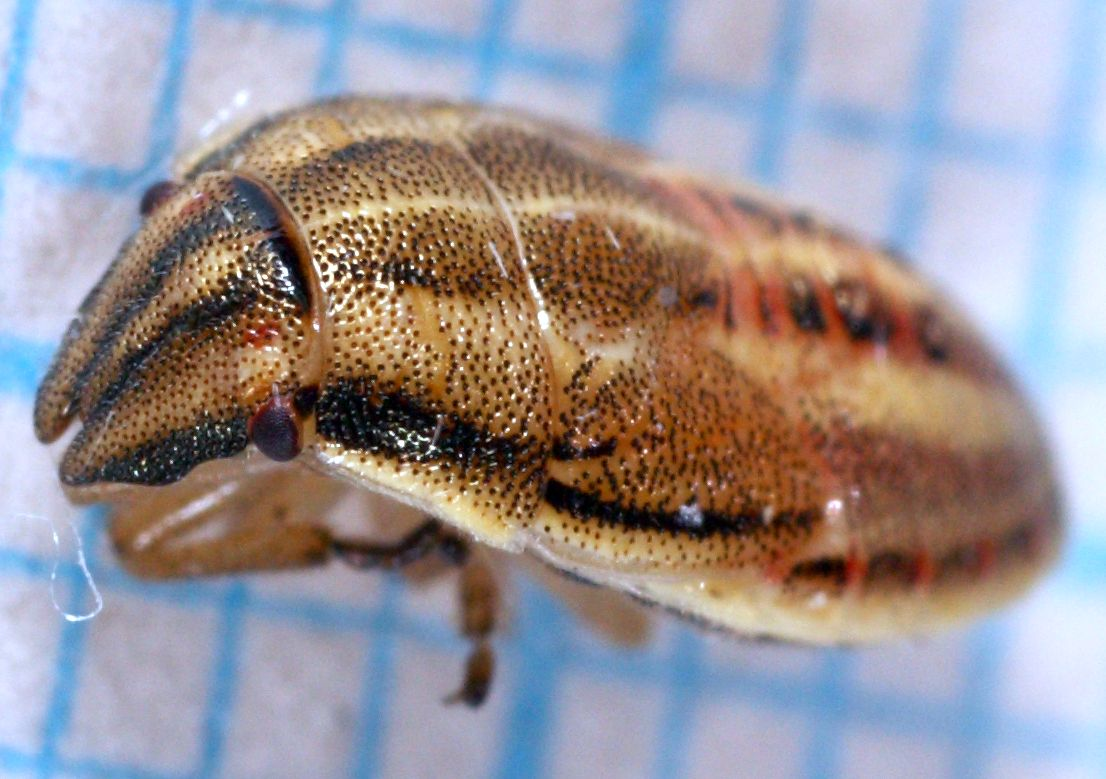
Ninfa, último estadio

Aelia acuminata es una especie de chinche hedionda (familia Pentatomidae), un hemíptero heteróptero. 

## Descripción
Heteróptero de 9 mm de longitud. Fácil de identificar por las franjas longitudinales negroamarillentas. Cabeza puntiaguda hacia adelante.
Succiona la savia de los cereales, lo que causa la caída de los nuevos brotes. Tienen cinco estadios ninfales en su desarrollo.

## Distribución
En toda Europa y norte de África, tienen una distribución regular y a nivel local incluso frecuente, sobre todo en el sureste de Europa.